# Les Portes de la nation
Pour plus de détails, voir Fiche technique et Distribution.
Les Portes de la nation est un film documentaire belge de Henri Storck de 1954.

## Présentation
Réalisé à la suite d'une commande du Comité national de propagande maritime sur le thème du commerce maritime, le projet évolue avec deux autres commandes complémentaires issues de ports belges et de l’armateur Deppe,.
Le film est aujourd'hui sauvegardé par la Fondation Henri Storck.

## Fiche technique
- Titre original : Les Portes de la nation
- Réalisation : Henri Storck
- Son : Western Electric
- Musique : Célestin Deliège, André Souris[2]
- Pays d’origine :  Belgique
- Langue originale : français
- Format : couleur (Gevacolor) — 35 mm[2]
- Genre : court métrage documentaire
- Durée : 15 minutes[2]
- Dates de sortie :
  - Belgique : 1954

## Éditions en vidéo
Le court métrage est proposé sur support DVD en 2009 accompagné de 12 autres petits films d'archives et présentent plusieurs ports maritimes belges tout au long du 20e siècle. Le DVD intitulé DOCKS & DOCKERS - Les ports maritimes belges 1900-1970 est édité par DVD filmarchief de la Cinémathèque pour une durée de 101 minutes,.